# Relance Chirac
La relance Chirac est le nom donné au plan de relance mis en place par le Premier ministre Jacques Chirac en 1975 afin de soutenir l'activité économique française à la suite du premier choc pétrolier. Lourd pour les finances publiques françaises, le plan Chirac ne produit pas les effets escomptés.

## Contexte
Le début des années 1970 est marqué par plusieurs phénomènes économiques concomitants. Premièrement, les gains de productivité ralentissent en Occident, tandis qu'ils continuent d'augmenter au Japon, ce qui accroît la concurrence internationale et réduit la compétitivité économique française. Ensuite, le régime de change mis en place par les accords de Bretton Woods se fissure du fait de grands déséquilibres macroéconomiques internationaux qui pèsent sur l'économie des États-Unis et qui incite le président Richard Nixon à suspendre l'accord le 15 août 1971. Enfin, à la suite de la guerre du Kippour, les pays arabes producteurs de pétrole se coalisent, au sein de l'Opep, pour faire exploser les prix du pétrole. 
La conjonction de ces évènements frappe l'économie française. Disposant de la première production d'énergie nucléaire européenne, elle est moins dépendante du pétrole et est donc relativement moins touchée par l'explosion des prix que ses voisins en ce qui concerne la production d'énergie. Les entreprises française sont toutefois touchées et commencent à licencier, ce qui provoque une hausse du chômage.
Valéry Giscard d'Estaing est élu président de la République au début de l'année 1974. L'économie semblant se remettre progressivement du choc pétrolier lors des premiers mois au pouvoir, avec une croissance de 2,3% en glissement sur les six premiers mois. Il faut attendre que l'économie rechute fin 1974 pour que le président demande à son Premier ministre, Jacques Chirac, de préparer un plan de relance pour faire sortir la France du marasme économique,.

## Contenu
Le cabinet ministériel de Jacques Chirac met en place un plan de relance budgétaire. Il s'inspire des recettes du keynésianisme, et a une orientation hydraulique. La somme de 30 milliards de francs est allouée à ce plan en ce qui concerne les dépenses, soit 2,3% du PIB. Aussi, des prêts bonifiés et décalages d'impôts sont mis en place, à hauteur de l'équivalent de 1,2% du PIB. Le plan de relance pèse donc environ 3,5 points de PIB.
Le plan de relance comporte un volet « investissements » à hauteur de 15 milliards de francs. Des investissements publics dans des industries essentielles sont réalisés, avec un programme de démocratisation de la téléphonie, ainsi qu'un plan d'investissement dans ce qui devient le plus grand projet nucléaire du monde. La politique sociale n'est pas en reste, avec un volet de mesures fiscales (déductions de TVA) à hauteur de 10 milliards, et de crédits d'impôts pour les familles nombreuses et les personnes âgées à hauteur de 5 milliards.
| Poste de dépense                                                                       | Montant prévu | Montant effectif | Montant effectif | Montant total réalisé |
| Poste de dépense                                                                       | Montant prévu | 1975             | 1976             | Montant total réalisé |
| -------------------------------------------------------------------------------------- | ------------- | ---------------- | ---------------- | --------------------- |
| Soutien à la consommation                                                              | 10            | 9,3              | 0,2              | 9,5                   |
| Logements sociaux                                                                      | 1,35          | 0,8              | 0,55             | 1,35                  |
| Investissement de l’État et des collectivités territoriales                            | 9,6           | 4,6              | 4                | 8,6                   |
| Programme d'équipement téléphonique et grands projets industriels                      | 5,3           | 2,5              | 2,4              | 5,9                   |
| Aides fiscales aux investissements productifs                                          | 5,8           | 1,3              | 8,2              | 9,5                   |
| Prêts privilégiés (FDES, en faveur des entreprises exportatrices, ...)                 | 12,25         | 6,7              | 2,6              | 9,3                   |
| Décalage du paiement des impôts directs des entreprises de septembre 1975 à avril 1976 | 9,6           | 7,4              | -7,4             | (7,4)                 |
|                                                                                        |               |                  |                  |                       |
| TOTAL en % du PIB                                                                      | 3,7%          |                  |                  | 3,5%                  |
| TOTAL en valeur absolue (milliards de francs)                                          | 53,9          |                  |                  | 50,55                 |

## Conséquences

### Effets positifs
Il contribue à une croissance de 4,4% en 1976, mais une partie de cette croissance est une récupération automatique due à la chute du taux de croissance de l'année précédente (il était passé de 5% en 1973 à 0% en 1975). Une recherche menée en 1985 montre que le plan aurait été responsable de 1,2% de la croissance de 4,4% en 1976, et d'1,2% également en 1977.
Les mesures relatives à l'investissement des administrations publiques et à la consommation des ménages ont un effet rapide sur l'activité. L'estimation de 1985 indique que 160 000 emplois ont été créés ou préservés en 1975 et 1976. Le chômage continue toutefois d'augmenter et atteint le million de personnes en 1977.

### Effets négatifs
Si certaines mesures ont un effet immédiat en 1975, les aides fiscales n'ont d'effet macroéconomique qu'à partir de fin 1976 et 1977. Il s'ensuit un décalage temporel préjudiciable à la reprise de l'activité, car la situation exigeait au contraire un plan qui soit d'application immédiate.
Le plan creuse le déficit commercial d'environ 11 milliards, soit de 0,75% du PIB. Elle est partiellement responsable du déficit budgétaire de 2,8% de 1975 et de son maintien à -1,5% l'année suivante.  
La relance participe à l'augmentation de l'inflation, qui atteint 11% l'année suivante. Tous ces effets négatifs rendent par la suite nécessaire une politique de rigueur. 

## Postérité
La relance Chirac sera suivie de la relance Barre. Moins cohérente et moins lourde, elle avait pour objectif de favoriser la réélection de Valéry Giscard d'Estaing, en vain.
Une fois élu président de la République, François Mitterrand charge Pierre Mauroy de mettre en place un nouveau plan de relance, la relance Mauroy, d'une valeur de 1,7% point de PIB. Il aura les mêmes conséquences. Les gouvernements Pierre Mauroy (1) et (2) devront continuer à supporter le poids du plan Chirac, qui comptera pour 5 120 millions de francs puis 4 540 millions en 1982 et 1983.